# Seven de Dubái 2004
El Seven de Dubái de 2004 fue la quinta edición del torneo de rugby 7, fue el primer torneo de la temporada 2004-05 de la Serie Mundial Masculina de Rugby 7.
Se disputó en la instalaciones del Dubai Exiles Rugby Ground.

## Fase de grupos

### Grupo A
| Equipo        | Encuentros | Encuentros | Encuentros | Encuentros | Tantos  | Tantos    | Tantos     | Puntos |
| Equipo        | jugados    | ganados    | empatados  | perdidos   | a favor | en contra | diferencia | Puntos |
| ------------- | ---------- | ---------- | ---------- | ---------- | ------- | --------- | ---------- | ------ |
| Nueva Zelanda | 3          | 3          | 0          | 0          | 116     | 12        | 104        | 9      |
| Australia     | 3          | 2          | 0          | 1          | 90      | 36        | 54         | 7      |
| Canadá        | 3          | 1          | 0          | 2          | 41      | 69        | -28        | 5      |
| Golfo Pérsico | 3          | 0          | 0          | 3          | 7       | 137       | -130       | 3      |

Nota: Se otorgan 3 puntos al equipo que gane un partido, 2 al que empate y 1 al que pierda

### Grupo B
| Equipo     | Encuentros | Encuentros | Encuentros | Encuentros | Tantos  | Tantos    | Tantos     | Puntos |
| Equipo     | jugados    | ganados    | empatados  | perdidos   | a favor | en contra | diferencia | Puntos |
| ---------- | ---------- | ---------- | ---------- | ---------- | ------- | --------- | ---------- | ------ |
| Inglaterra | 3          | 3          | 0          | 0          | 84      | 40        | 44         | 9      |
| Escocia    | 3          | 2          | 0          | 1          | 70      | 31        | 39         | 7      |
| Uganda     | 3          | 1          | 0          | 2          | 29      | 85        | -56        | 5      |
| Francia    | 3          | 0          | 0          | 3          | 38      | 65        | -27        | 3      |

### Grupo C
| Equipo    | Encuentros | Encuentros | Encuentros | Encuentros | Tantos  | Tantos    | Tantos     | Puntos |
| Equipo    | jugados    | ganados    | empatados  | perdidos   | a favor | en contra | diferencia | Puntos |
| --------- | ---------- | ---------- | ---------- | ---------- | ------- | --------- | ---------- | ------ |
| Argentina | 3          | 3          | 0          | 0          | 94      | 26        | 68         | 9      |
| Samoa     | 3          | 2          | 0          | 1          | 48      | 19        | 29         | 7      |
| Túnez     | 3          | 1          | 0          | 2          | 36      | 66        | -30        | 5      |
| Kenia     | 3          | 0          | 0          | 3          | 14      | 81        | -67        | 3      |

### Grupo D
| Equipo    | Encuentros | Encuentros | Encuentros | Encuentros | Tantos  | Tantos    | Tantos     | Puntos |
| Equipo    | jugados    | ganados    | empatados  | perdidos   | a favor | en contra | diferencia | Puntos |
| --------- | ---------- | ---------- | ---------- | ---------- | ------- | --------- | ---------- | ------ |
| Fiyi      | 3          | 3          | 0          | 0          | 83      | 32        | 51         | 9      |
| Sudáfrica | 3          | 2          | 0          | 1          | 76      | 38        | 38         | 7      |
| Irlanda   | 3          | 0          | 1          | 2          | 41      | 85        | -44        | 4      |
| Portugal  | 3          | 0          | 1          | 2          | 22      | 67        | -45        | 4      |

## Fase Final

### Cuartos de final
| 3 de diciembre | Inglaterra | 24 - 5 | Australia |  |  |

| 3 de diciembre | Sudáfrica | 19 - 12 | Argentina |  |  |

| 3 de diciembre | Fiyi | 14 - 7 | Samoa |  |  |

| 3 de diciembre | Nueva Zelanda | 31 - 0 | Escocia |  |  |

### Semifinal
| 3 de diciembre | Inglaterra | 14 - 5 | Sudáfrica |  |  |

| 3 de diciembre | Fiyi | 22 - 12 | Nueva Zelanda |  |  |

### Final
| 3 de diciembre | Inglaterra | 26 - 21 | Fiyi |  |  |

| Bandera de Inglaterra  |
| Campeón Inglaterra     |
| 1º título del circuito |